# Hernández, Argentina
Hernández är en ort i Argentina.   Den ligger i provinsen Entre Ríos, i den centrala delen av landet, 300 km nordväst om huvudstaden Buenos Aires. Hernández ligger 100 meter över havet och antalet invånare är 1 801.
Terrängen runt Hernández är platt. Runt Hernández är det glesbefolkat, med 9 invånare per kvadratkilometer.. Hernández är det största samhället i trakten.
Trakten runt Hernández består till största delen av jordbruksmark.